# 馬列 (拉茲傑利納亞區)
46°44′27″N 30°29′57″E / 46.74083°N 30.49917°E
馬萊（烏克蘭語：Мале）是位於烏克蘭西南部的村莊，由敖德萨州敖德萨区的達奇內市鎮負責管轄。該村始建於1924年，面積0.55平方公里，海拔高度16米，2001年人口55，人口密度每平方公里99.82人。